# Серія ЛуАЗ-969
Серія ЛуАЗ-969 — серія автомобілів підвищеної прохідності, розробки та виробництва Луцького автомобільного заводу.
Серія включає в себе такі модифікації:
- ЛуАЗ-969В (1966—1968) — передньоприводний, з валом відбору потужності;
- ЛуАЗ-969 (1971—1975) — повноприводний, з блокуванням заднього диференціалу;
- ЛуАЗ-969А (1975—1979) — модернізація ЛуАЗ-969. Двигун 1.2 л, 40 к.с.;
- ЛуАЗ-969М (1979—1992) — модернізація ЛуАЗ-969А. Роздільний привод гальм, нові зовнішні обриси і салон.
- ЛуАЗ-1302 (1992-2002) - модернізація ЛуАЗ-969М. Двигун 1.1 л, 53 к.с.;
- ЛуАЗ-2403 (1988—1992)

Автомобілі мали практично однакові силові агрегати, за винятком деяких модернізацій, але відповідно до періоду виробництва мали інший дизайн.